# Бу Тао
Бу Тао (кит. упр. 卜涛, пиньинь Bǔ Tāo; род. 15 января 1983 года, Сиань, КНР) — китайский бейсболист, играющий на позиции питчера за «Хэнань Элефантс», участник летних Олимпийских игр 2008 года.

## Спортивная биография
На крупных международных турнирах Бу дебютировал в 2006 году в рамках первой Мировой бейсбольной классики. За три матча Тао сыграл 3 иннинга, с показателем ERA 21,0, а сборная Китая, проиграв с разгромным счётом все три поединка выбыла из турнира. В ноябре 2006 года Бу Тао принял участие в летних Азиатских играх в Дохе. Бейсбольный турнир прошёл с участием 6-ти сборных по круговой системе. Китайская сборная, выиграв лишь в двух матчах по итогам соревнований заняла 4-е место. На Играх Бу появлялся на поле только один раз, выйдя по ходу матча против сборной Филиппин, который китайские бейсболисты уверенно выиграли со счётом 15:4.
В 2008 году Бу Тао выступил на домашних летних Олимпийских играх в Пекине. На турнире китайский питчер трижды появлялся на поле, сыграв в 9,33 иннингах с показателем ERA равным 11,58. В семи матчах олимпийского турнира китайские спортсмены одержали только одну победу над сборной Китайского Тайбэя и заняли последнее 8-е место на турнире. По итогам Мировой бейсбольной классики 2009 года сборная Китая заняла 11-е место, сыграв на турнире три матча, в которых одержала одну победу, вновь победив бейсболистов Китайского Тайбэя.
Близки были китайские спортсмены к завоеванию медалей летних Азиатских игр 2010 года. По итогам группового этапа сборная Китая стала второй, пропустив вперёд лишь японскую команду, при этом Бу Тао записал на свой счёт победу в поединке со сборной Таиланда. В полуфинале китайская сборная уступила бейсболистам из Южной Кореи, а в поединке за бронзовую медаль вновь была слабее сборной Японии, в результате чего бейсболисты Китая на Играх стали только 4-ми. В 2012 году Бу Тао был приглашён в команду Звёзды Китая, составленную из лучших игроков Китайской бейсбольной лиги, для участия в Азиатской серии. На групповом этапе Бу сыграл в одном матче, против южнокорейского клуба «Самсунг Лайонс», в котором китайские бейсболисты, как и в предыдущем поединке, потерпели поражение. На Мировой бейсбольной классике 2013 года китайская сборная одержала свою вторую победу за три турнира, победив в заключительном матче группового этапа бразильских бейсболистов 5:2, но этот результат не позволил им выйти в плей-офф. Этот матч также стал единственным для Бу Тао на этом турнире, причём ему досталась роль стартового питчера. На поле китайский бейсболист провёл 5 иннингов, во время которых бразильская сборная смогла совершить лишь один ран.